# يونس فالاخ
يونس فالاخ (بالإنجليزية: Yona Wallach)‏ (10 يونيو 1944، تل أبيب في إسرائيل - 26 سبتمبر 1985، كريات أونو في إسرائيل)؛ كاتِبة وشاعرة إسرائيلية.

## روابط خارجية
- يونس فالاخ على موقع ميوزك برينز (الإنجليزية)